# U.S. Route 412
U.S. Route 412 é uma autoestrada dos Estados Unidos.